# Anemia mieloftisica
L'anemia mieloftisica (composto del greco μυελός, myelòs, «midollo» e ϕϑίσις, fthìsis, «consunzione») è la condizione di anemia causata dall'occupazione del midollo osseo da parte di masse tumorali solitamente metastatiche. Questi tumori, o sottraendo spazio alle cellule emopoietiche o secernendo sostanze inibitorie, bloccano l'emopoiesi.

## Epidemiologia
Le metastasi che invadono il midollo provengono principalmente da tumori della mammella, prostata e polmone e molto raramente da linfomi.

## Eziologia e patogenesi
La causa primaria è l'invasione da parte di linee cellulari a rapida crescita dello spazio midollare, quindi ai riduce drasticamente il volume occupato dalle normali cellule midollari, che diminuiscono di numero. Inoltre, alcune evidenze dimostrano la presenza, nel midollo invaso, di citochine inibitorie sulla crescita delle cellule del sangue.
La presenza nel midollo di cellule neoplastiche altera la struttura dello stroma di sostegno e la permeabilità dei capillari, determinando la fuoriuscita dal midollo di cellule immature di diverse filiere.

## Clinica

### Segni e sintomi
Sintomi tipici dell'anemia.

### Esami di laboratorio e strumentali
Ha le caratteristiche di una anemia iporigenerativa (difetto di produzione), con emazie irregolari (anisopoichilocitosi), schistocitosi e a forma di lacrima (dacriocitosi) che sono tipiche della malattia, e ritrovamento in circolo di un gran numero di cellule immature.
Raramente si riscontrano paradossalmente i leucociti e le piastrine lievemente aumentate.
È indicata una biopsia midollare per valutare lo stato del midollo, ed è di solito risolutiva per la diagnosi.

## Trattamento
Eliminando la massa tumorale mediante opportuni trattamenti si ha il ristabilimento delle condizioni normali, questo tuttavia non è spesso un traguardo facile. Nel contempo si attua terapia di supporto trasfusionale di derivati del sangue secondo l'occorrenza.

## Prevenzione
Non esiste prevenzione specifica.